# 하이트맥주 주식회사
하이트맥주 주식회사(HITE BREWERY Co., Ltd.)는 대한민국 서울특별시 강남구에 본사를 둔 맥주 회사였다. 2011년 진로와 통합하여 하이트진로가 되었으며 1993년 창립 60주년을 맞아  만화 《공포의 해가》 주인공 '해가'를 캐릭터로 도입했지만 사후 관리 부족 때문에 실패하기도 했다.

## 연혁
- 1933년 조선맥주 설립
- 1933년 크라운 맥주 첫 출시
- 1975년 크라운 맥주 첫 디자인 변경
- 1981년 생맥주 크라운 생 시판
- 1986년 크라운 맥주 두번째 디자인 변경
- 1993년 하이트 맥주 첫 출시
- 1995년 하이트 500ml 캔 시판
- 1996년 생맥주 라이트생 시판
  - 국내 최초 250ml 하이트 캔맥주 시판
  - 맥주업계 1위 탈환
- 1998년 사명을 조선맥주를 하이트맥주로 변경
- 2002년 하이트 生맥주 10L 출시
- 2003년 하이트 피쳐 출시
- 2005년 하이트 피쳐 1.000ml 국내 최초 출시
- 2007년 하이트 맥주 판매 200억병 돌파
- 2008년 하이트 미니 250ml 캔 출시
- 2011년 5월 국내 최초 세계 3대 주류 품평회 몽드셀렉션 금상 수상
- 2011년 9월 주식회사 진로와 하이트맥주 사명통합을 하이트진로를 변경

## 같이 보기
- 맥주
- OB 맥주